# Martha Grasse
Frieda Martha Grasse verh. Gollmitz (* 10. Januar 1901 in Niederlehme; † nach 1927) war eine deutsche Leichtathletin, die in den 1920er Jahren erfolgreich war. Sie startete für den MTV Niederlehme.

## Leistungen
In ihren Spezialdisziplinen, dem Kugelstoßen und dem Diskuswurf, wurde sie mehrfach deutsche Meisterin:
- 1921: Kugel 8,85 m

Ausrichter war die Deutsche Sportbehörde für Athletik, der Vorläufer des Deutschen Leichtathletik-Verbandes (DLV). In den Folgejahren trug die Deutsche Turnerschaft, der der MTV Niederlehme angegliedert war, separate Meisterschaften in leichtathletischen Disziplinen aus. Hierbei gewann Frieda Grasse fünf weitere Titel:
- 1924: Kugel 10,24 m
- 1925: Diskus 25,58 m (Kugelstoßen war nicht ausgetragen worden)
- 1926: Kugel 10,13 m, Diskus 26,64 m
- 1927: Diskus 33,05 m

Darüber hinaus kam sie mehrfach unter die Top Ten der Jahresweltbestenliste:
- 1921: Platz 3 mit 9,30 m (Kugel), erzielt am 6. August in Berlin. Diese Leistung bedeutete deutschen Rekord. Den (inoffiziellen) Weltrekord hielt seit dem 26. Juni die Französin Violette Gourard-Morris mit 9,76 m.
- 1922
  - Platz 3 mit 9,71 m (Kugel), erzielt am 28. August in Berlin (Verbesserung ihres eigenen deutschen Rekords)
  - Platz 3 mit 29,11 m (Diskus), erzielt am 17. September in Berlin (deutscher Rekord). Den (inoffiziellen) Weltrekord hielt die Amerikanerin Martha Murdock mit 30,48 m.
- 1923: Platz 6 mit 26,46 m (Diskus), erzielt am 2. September in Berlin
- 1924: Platz 2 mit 10,21 m (Kugel), erzielt am 31. August in Hannover (Verbesserung ihres eigenen deutschen Rekords)
- 1926: Platz 7 mit 10,13 m (Kugel), erzielt am 15. August in Düsseldorf
- 1927:
  - Platz 5 mit 10,77 m (Kugel), erzielt am 26. Juni in Berlin. Der deutsche Rekord stand zu diesem Zeitpunkt bei 10,86 m, aufgestellt eine Woche vorher von Grete Heublein.
  - Platz 2 mit 35,57 m (Diskus), erzielt am 14. August in Berlin. Den deutschen Rekord hielt zu diesem Zeitpunkt Emilie Reuter mit 38,34 m.

An den Olympischen Spielen 1928 in Amsterdam, bei denen erstmals leichtathletische Wettkämpfe für Frauen ausgetragen wurden, nahm Frieda Grasse nicht teil. Kugelstoßen stand nicht auf dem Programm, und im Diskuswurf war Deutschland durch Emilie Reuter, Grete Heublein, Charlotte Mäder und Paula Mollenhauer vertreten.